# Ânkhou
Ânkhou est un vizir de l'Égypte antique du Moyen Empire, datant de  la XIIIe dynastie. Il a servi sous les règnes de Sekhemrê-Souadjtaouy Sobekhotep III et Khâneferrê Sobekhotep IV. Sur une stèle, maintenant à Wurtzbourg, il semble qu'il était lié à la reine Aya,.